# Vadym Sapaj
Vadym Viktorovyč Sapaj (in ucraino Вадим Вікторович Сапай?; Južnoukraïns'k, 7 febbraio 1988) è un ex calciatore ucraino, di ruolo difensore.

## Caratteristiche tecniche
È un terzino destro.